# Diana Olegowna Golowan
Diana Olegowna Golowan (russisch Диана Олеговна Головань; * 9. April 1994) ist eine russische Skilangläuferin.

## Werdegang
Golowan startete im November 2011 in Werschina Tjoi erstmals im Eastern-Europe-Cup und belegte dabei die Plätze 108 und 106 im Sprint und den 89. Platz über 5 km klassisch. Im Februar 2018 errang sie in Kononowskaja mit dem sechsten Platz im Skiathlon ihre erste Top-Zehn-Platzierung im Eastern-Europe-Cup. Nach Platz sieben über 5 km Freistil in Werschina Tjoi zu Beginn der Saison 2018/19, holte sie dort über 10 km klassisch ihren ersten Sieg im Eastern-Europe-Cup. Im weiteren Saisonverlauf kam sie sechsmal unter die ersten Zehn, darunter Platz zwei über 10 km klassisch in Krasnojarsk und erreichte damit den dritten Platz in der Gesamtwertung. Bei der Winter-Universiade 2019 in Krasnojarsk wurde sie Sechste im 15-km-Massenstartrennen. Zu Beginn der Saison 2019/20 startete sie beim Ruka Triple erstmals im Weltcup und belegte dabei den 44. Platz in der Gesamtwertung. Beim folgenden Weltcup in Lillehammer holte sie mit dem 30. Platz im Skiathlon ihren ersten Weltcuppunkt. Es folgte der 33. Platz bei der Tour de Ski 2019/20 und der 45. Rang bei der Skitour.

## Siege bei Continental-Cup-Rennen
| Nr. | Datum             | Ort            | Disziplin       | Serie              |
| --- | ----------------- | -------------- | --------------- | ------------------ |
| 1.  | 26. November 2018 | Werschina Tjoi | 10 km klassisch | Eastern Europe Cup |